# Scotland Yard (настільна гра)
Scotland Yard — кооперативна настільна гра, розроблена групою авторів (Вернер Шлегель, Дороті Гаррелс, Фріц Іфланд, Манфред Бурґґраф, Вернер Шерер, Вольф Германн) і видана компанією Ravensburger у 1983 році. Один із гравців виконує роль утікача, відомого як «Містер Ікс», тоді як інші гравці, у ролі поліцейських, намагаються його впіймати, переміщаючись вулицями Лондона за допомогою таксі, автобусів та метро .

## Правила
Один гравець керує «Містером Іксом» — злочинцем, чия позиція періодично розкривається, тоді як інші гравці контролюють детективів, які завжди видимі на ігровому полі.
Кожен гравець починає гру з 22 жетонами, які дозволяють використовувати такі види транспорту:
- Таксі: дозволяють переміщатися на одну клітинку за кожен використаний жетон, доступні для всіх точок Лондона. Багато позицій досяжні лише таксі.
- Автобус: забезпечує швидше пересування, але лише з зупинок автобуса.
- Метро: дозволяє швидко переміщатися між віддаленими точками Лондона, але станції розташовані рідко, що обмежує можливі позиції Містера Ікса.
- Водні шляхи: доступні лише для Містера Ікса, слідують маршрутом човнів уздовж Темзи між Гринвічем і Вайтголлом.

Кожен гравець витягує картку, яка визначає його початкову позицію з-поміж 18 можливих, розташованих так, щоб Містер Ікс не міг бути спійманим на першому ходу. На мапі є 200 позицій.
Коли детектив використовує жетон, він передає його Містеру Іксу, що фактично дає йому необмежену кількість ходів. Містер Ікс записує свої переміщення в блокнот, закриваючи їх використаним жетоном, що дає детективам підказки про його місцезнаходження. Містер Ікс також має кількість чорних жетонів «універсального транспорту», що дорівнює числу гравців-детективів (у версії Milton Bradley їх завжди п’ять), і дві карти «подвійного ходу». Для використання водного шляху він мусить витратити чорний жетон.
У п’яти моментах гри Містер Ікс зобов’язаний розкрити свою позицію. Це дає детективам шанс уточнити пошуки й, за можливості, оточити його. Тип транспорту, використаний Містером Іксом, обмежує можливі позиції, надаючи детективам цінні підказки.
Детективи перемагають, якщо один із них опиняється на позиції Містера Ікса. Містер Ікс перемагає, якщо уникає захоплення, доки детективи не використають усі свої жетони (максимум 22 ходи).
Хоча гра розрахована на 3–6 гравців, у ній можна грати удвох, але в такому разі детективи, керовані одним гравцем, координуються краще, що підвищує їхні шанси на перемогу.

## Видання
Гра вперше була видана в Німеччині компанією Ravensburger у 1983 році й відтоді мала численні видання різними мовами (англійською, французькою, німецькою, нідерландською, італійською, грецькою, португальською, іспанською та японською). На європейському та японському ринках гру видає Ravensburger, у США та Канаді — Milton Bradley, у Бразилії — Grow Jogos e Brinquedos, у Чехословаччині — Bonaparte, в Іспанії — Educa Sallent.
Ravensburger випустила кілька варіантів гри, дія яких відбувається в Європі (Mister X, 2009), Швейцарії (Scotland Yard Swiss Edition, 2011), і Нью-Йорку (N.Y. Chase, 2000). У 2020 році вийшло видання, дія якого відбувається в Італії, а згодом — у Венеції. У 2022 році була випущена версія, присвячена Шерлоку Холмсу, а в 2023 році — видання до 40-річчя гри (1983–2023). Також було створено дві компактні версії для подорожей: «travel» і версія з використанням лише кубиків, доступна лише на німецькому та австрійському ринках, але її можна знайти в онлайн-магазинах.

## Нагороди
Гра отримала премію Spiel des Jahres у 1983 році .